# Municipio de Mannings
El municipio de Mannings (en inglés: Mannings Township) es un municipio ubicado en el  condado de Nash en el estado estadounidense de Carolina del Norte. En el año 2010 tenía una población de 5.349 habitantes.

## Geografía
El municipio de Mannings se encuentra ubicado en las coordenadas 35°57′9.55″N 78°5′17.96″O / 35.9526528, -78.0883222.